# Lung Chien
Lung Chien (chino simplificado: 劍龍, pinyin: Chien Lung, 1916 - Taipéi, 28 de mayo de 1975) fue un destacado director de cine chino y actor, durante las décadas de 1950, de 1960 y de 1970.

## Biografía
Nacido en 1916, Lung Chien exploró temas comunes en el cine de Hong Kong como las artes marciales o la violencia en la vida cotidiana. Ha realizado más de treinta películas como director y ha protagonizado tantas películas como actor.
Murió en Taipéi en 1975.

## Filmografía

### Director
- Golpe fatal (1974)
- Gold Snatchers (1973)
- Wang Yu, King of Boxers (1973)
- The Angry Hero (1973)
- El hombre de la mano de acero contra el dragón rojo (1972)
- Boxers of Loyalty and Righteousness (1972)
- Kung Fu Mama (1972)̽
- Extreme Enemy (1971)
- Struggle Karate (1971)
- Ghost Lamp (1971)
- The Bravest Revenge (1970)
- The Darkest Sword (1970)
- Golden Sword and the Blind Swordswoman (1970)
- The Ringing Sword (1969)
- Knight of the Sword (1969)
- Flying Over Grass (1969)
- Dragon Tiger Sword (1968)
- Dragon Inn (1967)
- Queen of Female Spies (1967)
- The Wandering Knight (1966)
- Malaysian Tiger (1966)

### Actor
- 1956: Yun He Xun Qing Ji
- 1957: Wanhua Skeleton Incident
- 1957: Murder at Room 7, Keelung City
- 1957: Mei Ting En Chou Chi
- 1962: Five Difficult Traps
- 1963: Father Tiring Child
- 1964: Ba Mao Chuan
- 1965: Three Beautiful Blind Female Spies
- 1971: Darkest Sword
- 1973: Wang Yu, King of Boxers
- 1976: Calamity